# Лаодам
Лаодам — тиран Фокеи в конце VI века до н. э.
Во время предпринятого персидским царём Дарием I в 513 году до н. э. похода против скифов Лаодам вместе с другими греческими тиранами охранял мост через Дунай. Лаодам, как и остальные тираны, за исключением Мильтиада, узнав от скифов о затруднениях ахеменидского войска, согласился с мнением Гистиея из Милета, что им следует дождаться Дария, так как они правят в своих городах благодаря персам.
По предположению Г. Берве, Лаодам (или его преемник), как и большинство ионийских вассальных правителей, был свергнут после начала Ионийского восстания. Фокейцы участвовали в этом выступлении вплоть до разгрома восставших греков в битве при Ладе в 494 году до н. э.